# Dolichopus recticosta
Dolichopus recticosta är en tvåvingeart som beskrevs av Aldrich 1922. Dolichopus recticosta ingår i släktet Dolichopus och familjen styltflugor.
Artens utbredningsområde är Florida. Inga underarter finns listade i Catalogue of Life.